# Apatophysis kashmiriana
Apatophysis kashmiriana là một loài bọ cánh cứng trong họ Cerambycidae.